# Teodoro Esteban López Calderón
Teodoro Esteban López Calderón (Cartagena, España, 3 de mayo de 1954) es un almirante general español, actual jefe de Estado Mayor de la Defensa (JEMAD) desde 2021. Previamente, ejerció como jefe de Estado Mayor de la Armada (AJEMA) desde 2017 hasta 2021. Es especialista en electrónica, táctica y sistemas de armas. Además de español, habla inglés.

## Trayectoria
Ingresó en la Armada en el año 1973 siendo promovido al empleo de alférez de navío en 1978.
Entre sus destinos embarcado destacan la Jefatura de la Agrupación Marítima Permanente número 2 de la OTAN (Standing NATO Maritime Group 2-SNMG2), ejercida simultáneamente con el mando de las unidades de superficie que se hicieron cargo de la Operación "Active Endeavour", que prestó apoyo a la lucha contra el terrorismo en el Mediterráneo, la primera operación de defensa colectiva que se ha ajustado a lo establecido en el artículo número 5 de la Alianza. Ha estado al frente de la 41.ª Escuadrilla de Escoltas, de la fragata Cataluña, la Segunda Escuadrilla de Dragaminas y del patrullero Villaamil.
Posteriormente fue destinado en la 2lª Escuadrilla de Escoltas como jefe de órdenes, el Estado Mayor de la de la Agrupación Delta, que tuvo por objeto luchar contra contrabando de armas y transporte clandestino de personas, por vía marítima, relacionados con el terrorismo en el País Vasco. Estuvo al frente del Servicio de Sistema de Combate y ha sido oficial de acción táctica en la fragata Numancia, en la que estuvo integrado en su dotación de quilla. Fue jefe del Servicio de Operaciones y oficial responsable de la electrónica de la fragata Asturias y de la fragata Extremadura. Prestó servicios como oficial del Centro de Información, Combate y Derrota de la corbeta Descubierta y de Artillería de nuevo en la fragata Extremadura.
En 1994, formó parte del Mando Estadounidense del Atlántico Sur (USCOMSOLANT) durante todas las etapas atlánticas de planeamiento y ejecución del ejercicio UNITAS, la primera ocasión en que participó la Armada Española.
En tierra, ha sido nombrado comandante del Mando de Operaciones del Estado Mayor de la Defensa, siendo anteriormente jefe del Estado Mayor y adjunto para Operaciones al jefe del Estado Mayor de esta unidad. Ha ocupado la Presidencia de la Sección Española del Comité Permanente Hispano-Norteamericano, las jefaturas de la Sección de Planes Estratégicos de la División de Planes del Estado Mayor de la Armada y de Operaciones del Estado Mayor del Mando Operativo Naval. Ha sido designado consejero técnico en el Gabinete Técnico del Ministro de Defensa y ha estado en Gabinete de Estudios Tácticos y la Secretaría del Estado Mayor de la Armada. Fue comandante de Brigada y jefe del Gabinete de Psicotecnia en el Cuartel de Instrucción de Marinería de Ferrol.
De 1987 a 1996 fue vocal electivo de la Junta de Doctrina de Guerra Electrónica de la Armada. Estuvo simultaneando su cargo como vocal de la Armada en la Junta de Doctrina Conjunta y Combinada de las Fuerzas Armadas, en la época en que ejerció la Jefatura de la Sección de Planes Estratégicos. Durante tres años, se hizo cargo del Negociado de Relaciones del Ministro de Defensa con las Cortes Generales durante su destino como Consejero Técnico del Ministro de Defensa.
El almirante López Calderón es diplomado en Estado Mayor de Marina, cuenta con formación como oficial especialista en electrónica, acción táctica. Ha realizado los cursos de Comandante de Fragatas Clase Baleares, Medidas Contraminas para Comandantes y Oficiales de Dragaminas, Sistema de Mando y Control de Portaaviones y Fragatas Clase Santa María y el de Sistema de Armas de Corbetas y Buques Patrulleros Pesados. También cuenta con el Curso Superior de la Escuela de Defensa de la OTAN en Roma y los cursos de la Alianza Atlántica  de Gestión de Situaciones de Crisis y de Política, destinados a oficiales de alto rango. Es miembro de la Asociación de Antiguos Alumnos del Colegio de Defensa de la OTAN. Está casado, ha tenido cinco hijos y también es abuelo.
A finales de marzo de 2017 el Gobierno de Mariano Rajoy le nombró jefe de Estado Mayor de la Armada (AJEMA), siendo oficial su nombramiento desde el 1 de abril y tomando posesión del cargo el 3 de ese mes. En noviembre de 2020, tras pedir el partido político Vox que buques de la Armada bloquearan la llegada de pateras a las Islas Canarias, el jefe de la Armada zanjó el tema al declarar públicamente que «si cualquier barco de guerra de España se encuentra con una patera en una situación donde la vida de los que están en ella corre peligro, su obligación de todo tipo, legal y moral, es rescatarlos. Y es lo que haría».
En su reunión del 26 de enero de 2021, el Gobierno de Pedro Sánchez le nombró jefe de Estado Mayor de la Defensa (JEMAD) tras la dimisión del General del Aire Miguel Ángel Villarroya Vilalta, haciéndose efectivo al día siguiente.

## Antecedentes militares
- 1973: Alumno en la Escuela Naval Militar
- 1977: Alférez de fragata
- 1978: Alférez de navío
- 1981: Teniente de navío
- 1991: Capitán de corbeta
- 1998: Capitán de fragata
- 2005: Capitán de navío
- 2009: Contraalmirante[7]
- 2011: Vicealmirante[8]
- 2014: Almirante[9]
- 2017: Almirante General

## Condecoraciones
- Gran Cruz al Mérito Naval. distintivo blanco (2009)[10]
- Gran Cruz del Mérito Aeronáutico. distintivo blanco (2019)[11]
- Gran Cruz de la Orden del Mérito de la Guardia Civil.
- Gran Cruz de la Real y Militar Orden de San Hermenegildo. (2008)[12]
- Cruz al Mérito Militar. distintivo blanco
- Cruz al Mérito Naval. distintivo blanco (5 veces)
- Placa de la Real y Militar Orden de San Hermenegildo.
- Encomienda de la Real y Militar Orden de San Hermenegildo.
- Cruz de la Real y Militar Orden de San Hermenegildo.
- Cruz de Plata de la Orden del Mérito de la Guardia Civil.
- Medalla de Plata al Mérito Policial.
- Medalla del Servicio Meritorio Estados Unidos de América.
- Medalla de Mérito en el Servicio de la OTAN.
- Medalla de la OTAN Artículo 5 Operación "Active Endeavour".
- Caballero de la Orden Nacional del Mérito de la República Francesa.
- Oficial de la Orden de Australia. (2022)[13]
- Medalla Militar de Servicios Distinguidos Portugal.[14]
- Mención Honorífica Especial. 2 veces
- Mención Honorífica Sencilla. 5 veces

Distintivos
- Distintivo de Diplomado en Estado Mayor, Escuela de Guerra Naval  (España).
- Distintivo de Función del Mando de Operaciones (España).
- Distintivo de Función del Estado Mayor de la Defensa (España).

| Predecesor: Miguel Ángel Villarroya Vilalta | Jefe de Estado Mayor de la Defensa 27 de enero de 2021-actualidad          | Sucesor: En el cargo                                                                     |
| Predecesor: Jaime Muñoz-Delgado             | Jefe de Estado Mayor de la Armada 1 de abril de 2017 - 27 de enero de 2021 | Sucesor: Alte. Gral. Antonio Martorell Lacave Alte. Fausto Escrigas Rodríguez (interino) |